# Cantó d'Étain
El cantó d'Étain és un cantó francès del departament del Mosa, situat al districte de Verdun. Té 26 municipis i el cap és Étain.

## Municipis
- Abaucourt-Hautecourt
- Blanzée
- Boinville-en-Woëvre
- Braquis
- Buzy-Darmont
- Châtillon-sous-les-Côtes
- Damloup
- Dieppe-sous-Douaumont
- Eix
- Étain
- Foameix-Ornel
- Fromezey
- Gincrey
- Grimaucourt-en-Woëvre
- Gussainville
- Herméville-en-Woëvre
- Lanhères
- Maucourt-sur-Orne
- Mogeville
- Moranville
- Morgemoulin
- Moulainville
- Parfondrupt
- Rouvres-en-Woëvre
- Saint-Jean-lès-Buzy
- Warcq

## Història
| Data d'elecció                           | Identitat       | Partit        | Qualitat |
| ---------------------------------------- | --------------- | ------------- | -------- |
| 1945-1957                                | Emile Humbert   | Divers droite |          |
| 1957-1964                                | Roger Audoui    | radical       |          |
| 1964-1970                                | André Pelsy     | CNIP          |          |
| 1970-1982                                | René Schvartz   | UDF           |          |
| 1982-2001                                | Bernard Laurent | RPR           |          |
| 2001-                                    | Jean Picart     | PCF           |          |
| les dades anteriors no són pas conegudes |                 |               |          |
|                                          |                 |               |          |

## Demografia
| A partir de 1990: Població sense dobles comptes |